# Roy Bean

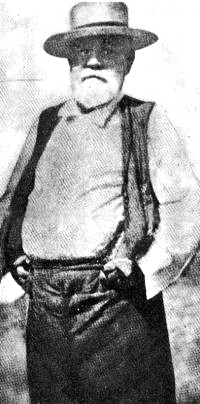
Roy Bean

Roy Bean, född 1825, död 16 Mars 1903, var en amerikansk fredsdomare känd som "Lagen väster om Pecos" (eng. "The Law West of the Pecos"). 

## Biografi
Bean föddes i ett fattigt hem i Mason County i Kentucky. Vid sexton års ålder lämnade han hemmet och begav sig till New Orleans, där han emellertid fick problem och tvingades fly till San Antonio i Texas. Där arbetade hans bror Sam med frakt till Mexiko. År 1848 öppnade bröderna Bean ett handelskontor i den mexikanska delstaten Chihuahua. Roy Bean hamnade i bråk och dödade en mexikansk man. Under hot om åtal för mord flydde bröderna till Sonora. Roy Bean fortsatte till San Diego där han 1849 bodde hos sin storebror Joshua Bean, som året därpå blev vald till San Diegos förste borgmästare. Bean begick olika typer av brott innan det amerikanska inbördeskriget bröt ut och han anslöt sig till de stridande. Efter kriget återvände Bean till San Antonio, där han gifte sig år 1866. I slutet av 1870-talet lämnade Bean fru och barn för att söka arbete västerut, eftersom han hade ont om pengar och hans brottsliga förflutna försvårade för honom. Vid den här tiden bedrevs ett omfattande järnvägsbyggande i USA. Roy Bean etablerade sig som whiskyförsäljare till rallarna. Han blev snabbt populär i lägren, han var storväxt, hade stark personlighet och använde gärna juridiska termer, som han faktiskt lärt sig från alla de gånger han själv stått inför rätta. Det var mycket bråk mellan kineser, afrikaner och amerikaner och Bean trädde in som domare, utan några egentliga juridiska kvalifikationer. Hans rykte växte snabbt och 2 augusti 1882 blev han officiellt utsedd till fredsdomare i Vinegaroon, som då inte var mycket mer än ett stort tältläger vid Pecosfloden.
Ett av hans mest berömda domslut är då han dömde ett lik till böter. Han skulle dödförklara en man som dött av en olyckshändelse. Pengarna han fick som ersättning tyckte han inte var nog, så han gjorde sig snabbt till fredsdomare istället för rättsdomare. Han visiterade kroppen och fann en pistol och 40 dollar. Då dömde han liket till 40 dollar böter för innehav av vapen.

## Roy Bean i populärkulturen
Myten om Roy Bean har givit upphov till ett antal filmer som "Judge Roy Bean" (1956) och "The Life and Times of Judge Roy Bean" (1972), samt ett seriealbum med Lucky Luke: Domaren – Lagen väster om Pecos.
I filmen "The Westerner" (1940) spelar Walter Brennan "domaren" Roy Bean mot Gary Cooper.